# Convento de la Purísima Concepción (Cuéllar)
El convento de la Purísima Concepción de Cuéllar es un edificio religioso de España. Situado en la villa de Cuéllar, se encuentra en las inmediaciones del paseo de San Francisco, a la entrada de la Villa por la carretera de Peñafiel. Es un convento de monjas de clausura, regladas por la Orden de la Inmaculada Concepción, que fue fundado en el siglo XVI por Melchor de Rojas y Velázquez y su esposa Constanza Becerra, miembros de la pequeña nobleza cuellarana. 
Es un edificio renacentista, y su fundación es un ejemplo más de la devoción y ostentación que caracterizó a la nobleza castellana en la Edad Media, siguiendo las mismas bases que la mayor parte de instituciones reglares fundadas en este periodo. Compone junto a los conventos de San Francisco y Santa Ana, un triángulo religioso al estar enfrentados geográficamente unos con otros, y forma parte del extenso núcleo religioso de la Villa, compuesto por seis monasterios y más de una decena de parroquias. En la actualidad recibe culto semanalmente y conserva piezas del escultor Pedro de Bolduque, así como una imagen atribuida a la Escuela de Gregorio Fernández.

## Historia

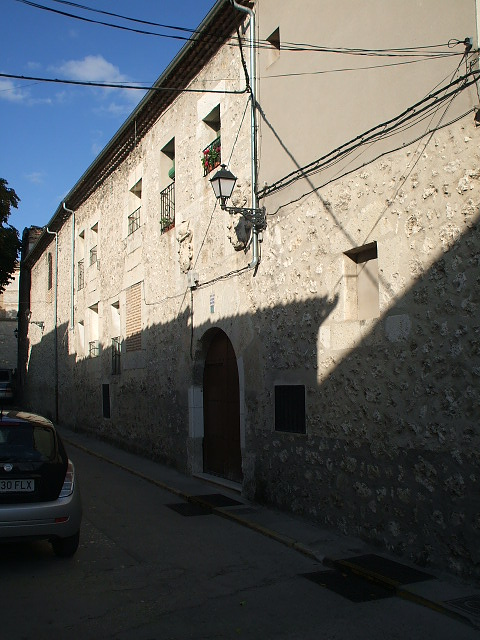
Entrada y fachada principal

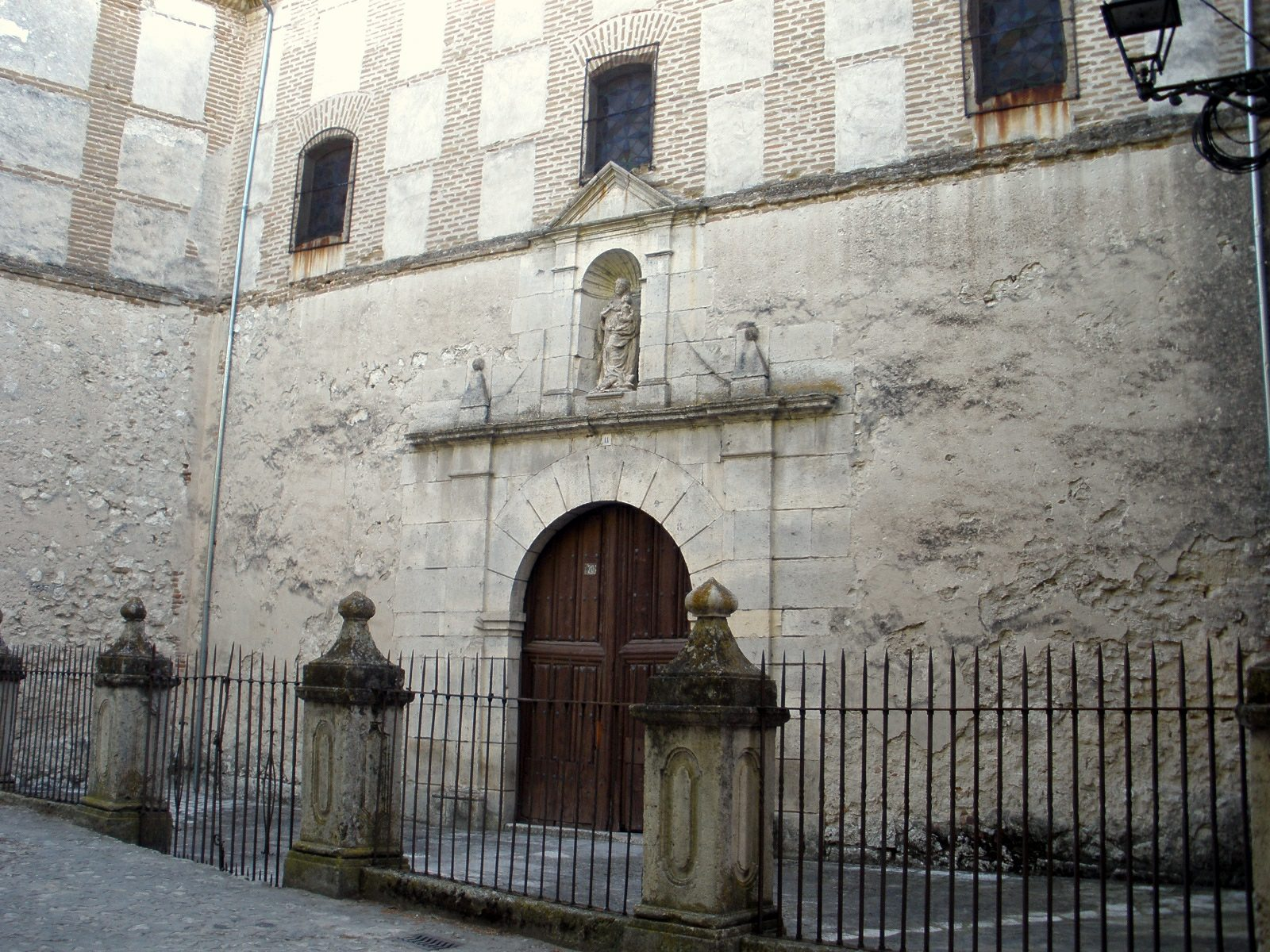
Entrada lateral

La fundación del convento se debe a los piadosos consortes Melchor de Rojas y Velázquez y su tercera mujer, Constanza Becerra.
Comenzaron las gestiones para su fundación en el año 1582, ante el Provincial de los franciscanos de la Provincia de la Purísima Concepción, a quien el matrimonio Rojas expuso su proyecto de fundar un convento de religiosas de clausura en sus propias casas de Cuéllar, señalando las capitulaciones que querían se aceptasen para ello, y manifestando el deseo de sus hijas de ingresar en religión.
El Provincial aceptó bajo su obediencia el monasterio, y en general las condiciones señaladas. La patente de admisión llegó el 7 de junio de 1582.
Ese mismo año comenzaron las obras de la iglesia y convento y finalizaron en 1587, celebrando la primera misa el 4 de junio del mismo año, oficiada por el guardián del convento de San Francisco de Valladolid, con asistencia del vicario de los clérigos de la Villa, de los religiosos de San Francisco de Cuéllar, de los duques de Alburquerque y gran parte de la población.
La vida regular no comenzó hasta el 21 de octubre de 1593. Llegaron como fundadoras Ana de Reinosa con el oficio de abadesa, e Inés Huidobro, con el de vicaría, acompañadas de María de Villanueva y María de Castejón, todas ellas procedentes de la comunidad de Berlanga de Duero, y el mismo día tomaron el hábito cuatro hijas de los fundadores: María, Catalina, Juana e Isabel. En el siglo XVII una hija de los duques de Alburquerque entra a formar parte de la congregación.
Respecto al número de religiosas, no se tienen cifras consecutivas. En 1751 la congregación estaba compuesta por 18 religiosas; en 1786 sólo permanecían 8; en 1850 se reduce a cinco, mientras que 50 años después eran 19, las mismas que había en 1975.
Al igual que en otros conventos de la Villa, las revueltas políticas de la segunda mitad del siglo XIX se hicieron notar en el monasterio. El 21 de noviembre de 1868, el gobernador civil de la provincia ordenó que las religiosas que moraban el convento se trasladasen temporalmente al de Ayllón, pero tras reiteradas peticiones por parte del Ayuntamiento de la Villa y del pueblo —ya que era una de las iglesias más concurridas en la Santa Misa—, el gobernador consintió suprimir el monasterio de Santa Clara y sus religiosas se unieron temporalmente al de la Concepción, y así en noviembre de 1870 todas permanecían en el mismo lugar.
Esta comunidad ha sido una de las más numerosas de Cuéllar, y salvo en ocasiones puntuales (riadas principalmente) la Casa no ha sido abandonada, y sigue vigente en la actualidad.

### Fundador

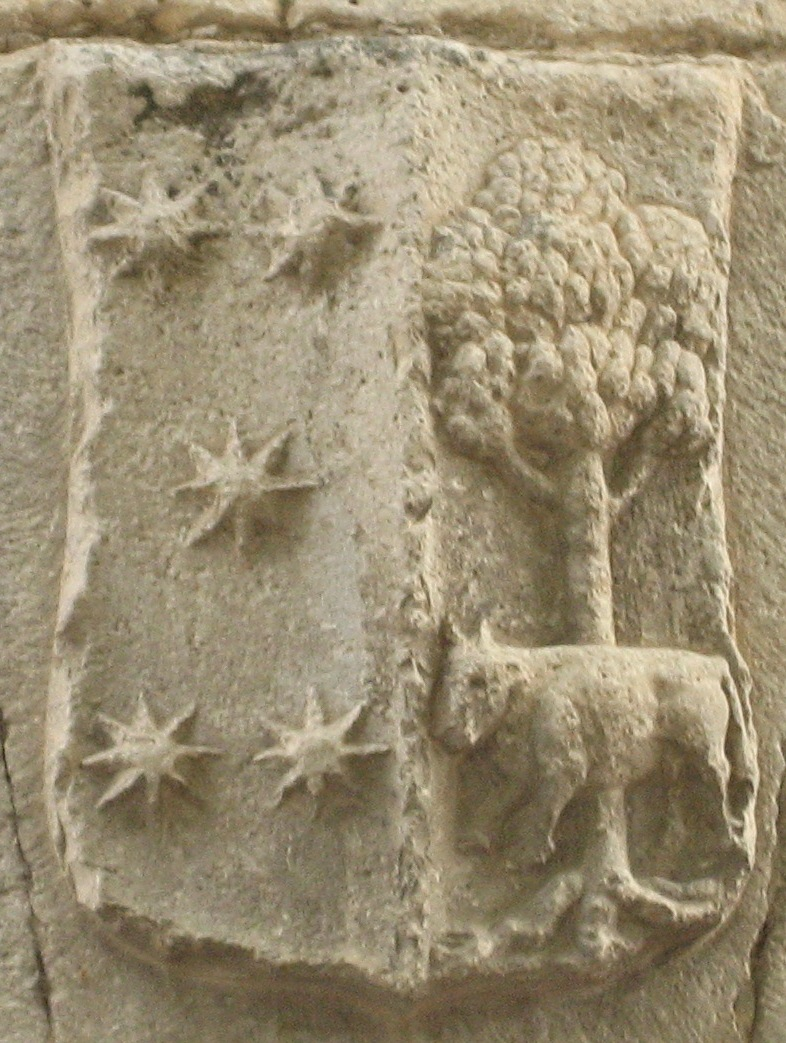
Escudo de los fundadores

Pertenecía D. Melchor a una de las más distinguidas familias cuellaranas, los Rojas. Nació en dicha villa a finales del siglo XV, en el seno de una familia de conquistadores de América.
Junto a ellos viajó rumbo a las nuevas tierras descubiertas por Colón, y tras pasar allí más de una década, regresó a su villa natal.
D. Melchor era hijo del conquistador Manuel de Rojas y Córdova, uno de los primeros pobladores y conquistadores de Cuba y Jamaica, gobernador de Cuba (1524-25 y 1532-34) y criado de la Casa Real. 
Por parte de su madre no era menor la nobleza, pues María Magdalena Velázquez, que así se llamaba, pertenecía a la familia noble por excelencia de Cuéllar: los Velázquez, cuya casa solar era el Palacio de Pedro I. También pertenecía ella a familia de conquistadores, pues era sobrina carnal del Adelantado y primer gobernador de Cuba, Diego Velázquez de Cuéllar.
Era D. Melchor sobrino de otro conquistador: Gabriel de Rojas y Córdova, capitán general de la artillería del Reino de Perú, así como hermano de otros conquistadores.

### Sepulturas de los fundadores

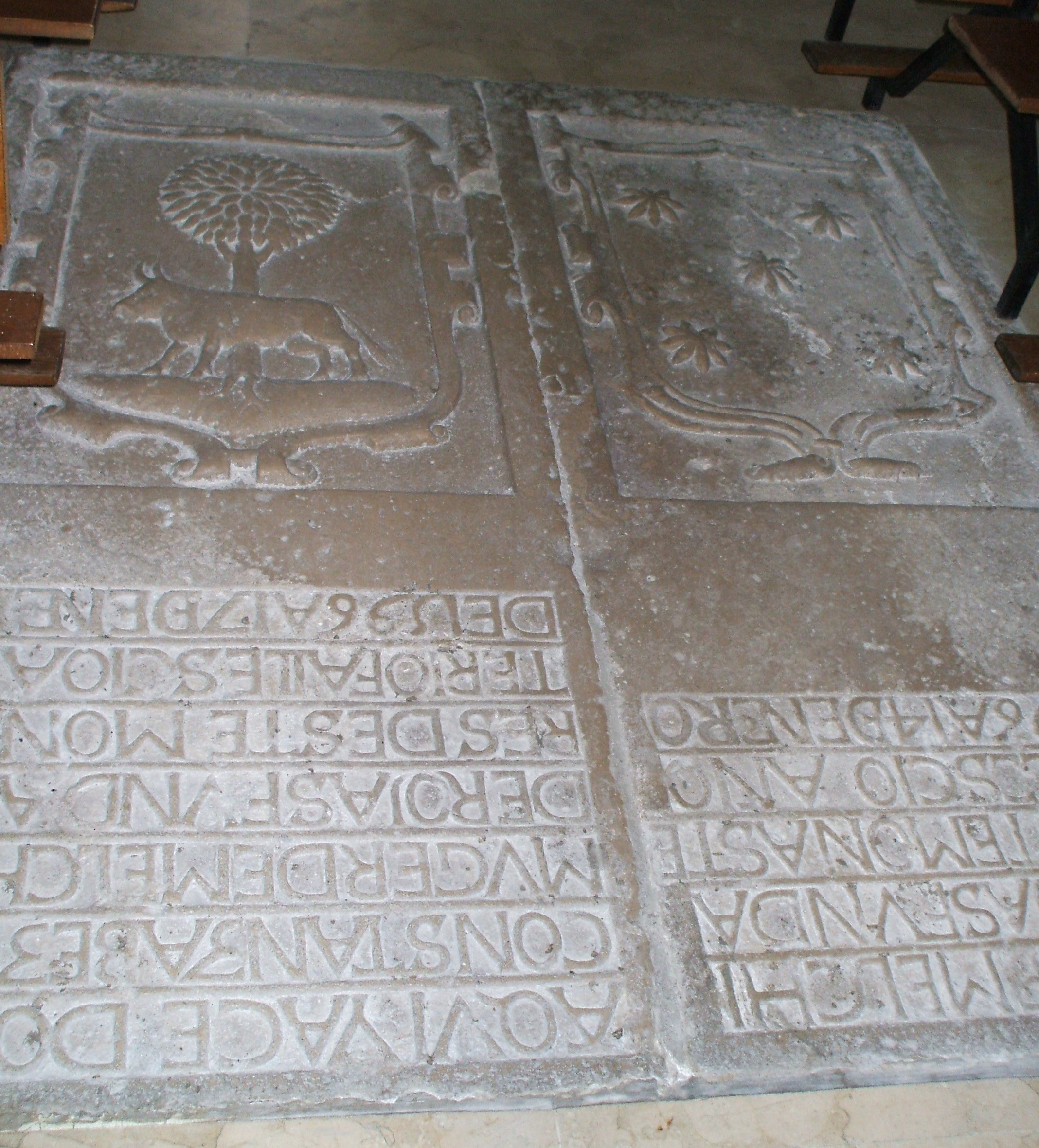
Sepulturas de los fundadores

Fallecieron ambos esposos con tres días de diferencia: Melchor el 14 de enero y Constanza el 17 de enero, ambos en 1596. A pesar de poseer el patronato de la capilla de los Rojas en San Francisco, Melchor y su mujer decidieron ser enterrados en su fundación, siendo los únicos de su linaje que lo hicieron: su propio hijo mandó que le enterraran en su capilla franciscana.
Presumiblemente fueron enterrados en la capilla mayor de la primitiva iglesia, y cuando las religiosas construyeron la nueva, trasladaron los restos de los fundadores a la capilla mayor del nuevo templo, donde se conservan en la actualidad, frente al altar mayor. Ambas sepulturas son de piedra caliza, con sus correspondientes escudos tallados y sus inscripciones, que se conservan en perfecto estado.
La que se sitúa al lado del Evangelio (izquierda) corresponde al marido, cuya inscripción reza:

AQVI YACE MELCHI
OR DE ROJAS FVNDA
DOR DESTE MONASTE
RIO. FALLESCIO AÑO
DE 1596 A 14 DE ENERO.

Al lado de la Epístola (derecha) y junto a la anterior, se halla la sepultura de la mujer:

AQVI YACE DOÑA
CONSTANZA BEZERA
MVGER DE MELCHIOR
DE ROJAS FVNDADO
RES DESTE MONAS
TERIO. FALLESCIO AÑO
DE 1596 A 17 DE ENERO.

## Iglesia
El complejo ha contado con dos templos, pues la ubicación inicial de la iglesia, al final de una pendiente, hacía que se inundase durante fuertes aguaceros.
La primitiva iglesia, de traza gótica y terminada en 1586, estaba situada de forma transversal a la actual, ocupando lo que hoy es cementerio privado de las monjas, el coro y otras dependencias.
En el interior del templo, al lado del Evangelio y junto a la puerta del coro bajo se localiza la inscripción de fundación de la primitiva iglesia, que reza:

ESTA YGLESIA Y MONASTERIO DE LA
CONCEPTION DE LA SACRATÍSSIMA Y
SIEMPRE VIRGEN MARÍA NVESTRA SEÑORA
FVNDARON Y DOTARON MELCHIOR
DE ROJAS Y DOÑA CONSTANZA BEZERRA,
SV MVGER, A GLORIA Y HONRA DE DIOS
NRO SEÑOR Y DE SV BENDITA MADRE.
AÑO DEL SEÑOR DE 1586.

Todavía puede verse el arco de la antigua puerta de entrada, cegado actualmente, sobre el que campean los escudos de los fundadores, y una hornacina central donde había una imagen de la Virgen en piedra.
Su ubicación no fue estudiada, y por su situación, al final de una gran pendiente, sufrió importantes inundaciones. El 27 de junio de 1651, un tremendo aguacero se llevó parte de las paredes de cal y canto “y se hinchó y llenó todo el convento y refectorio de agua que juzgaron todos perecían las religiosas”.
Esta inundación y otras posteriores obligaron a las monjas a edificar una nueva iglesia, de forma transversal a la actual, para evitar futuras inundaciones.
Comenzaron las obras de la nueva iglesia en 1736, siendo el autor del proyecto Simón Martínez, maestro de arquitectura procedente de Segovia. El ejecutor de la obra, José Morante, contrató la misma en 90 000 reales de vellón, mediante un contrato firmado el 18 de agosto de 1736.
La iglesia consta de una sola nave y triple ábside, dispone también de coro alto y bajo. La obra finalizó en 1739, tal y como advierte una piedra fundacional que se colocó afrontada a la que se conserva de la primitiva iglesia. La inscripción dice:

Y POR ABERSE VISTO REPETIDAS
BEZES EL CTO EN PELIGRO DE ANE
GARSE POR LA YGLESIA ANTI
GVA SE IZO ESTA TODA Y TOTAL
MENTE A COSTA DESTA COMV
NIDAD. CONCLVIOSE SV FABRI
CA EL DIA 18 DE FEBRERO AÑO
DE 1739.

En la actual fachada, de estilo clásico, destaca la imagen de la Virgen con el Niño, en piedra.

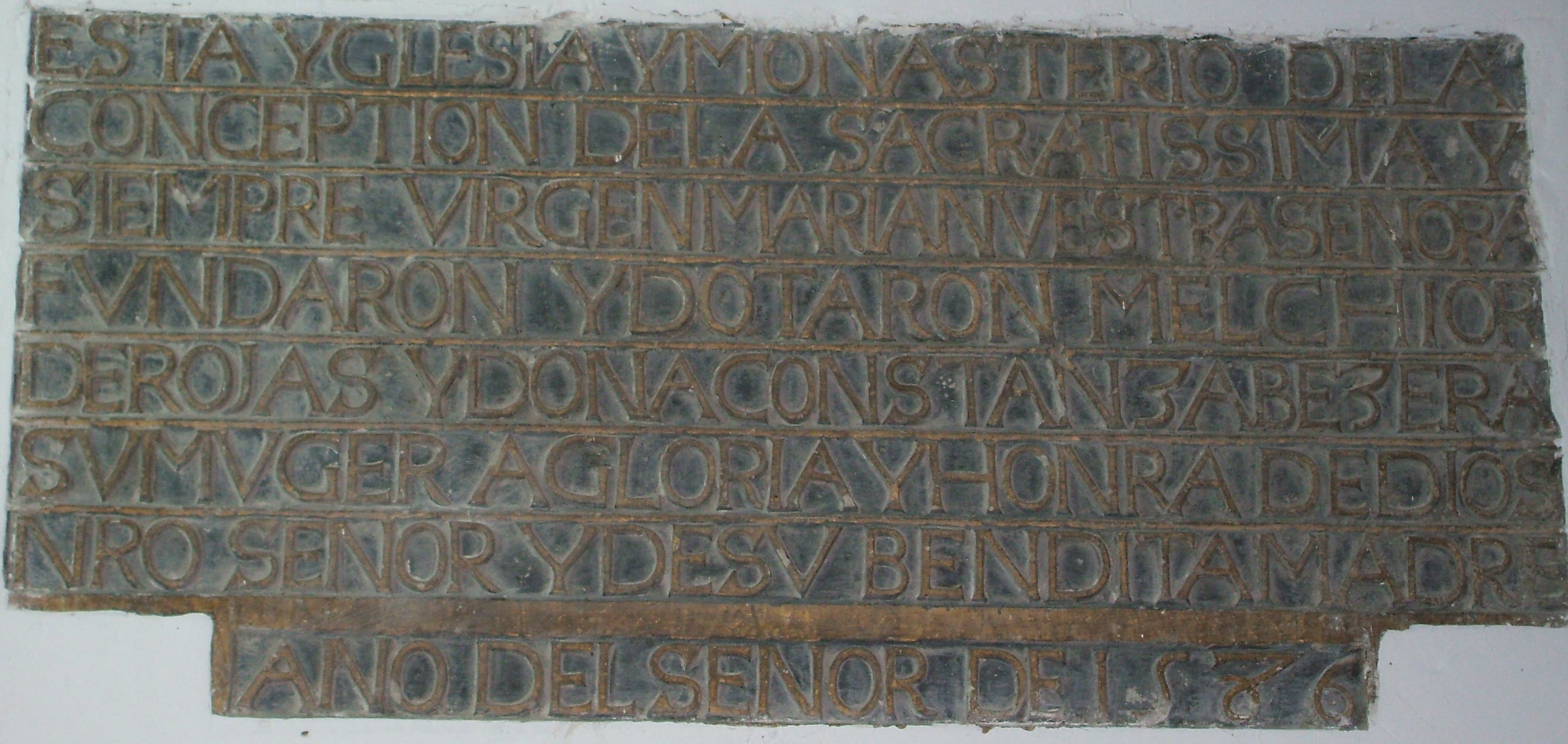
Piedra fundacional de la primitiva iglesia
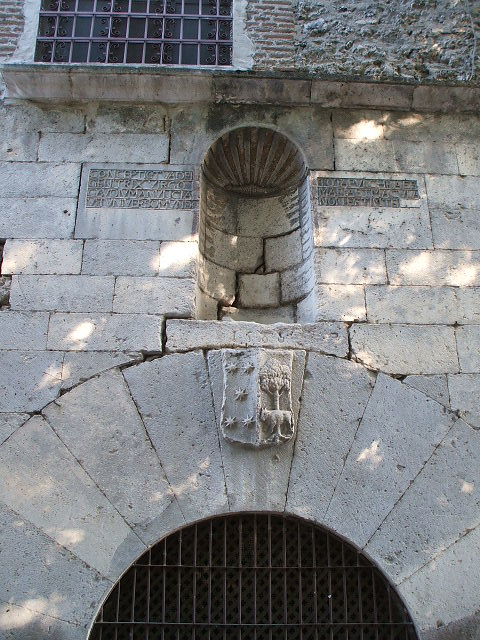
Portada de la primitiva iglesia
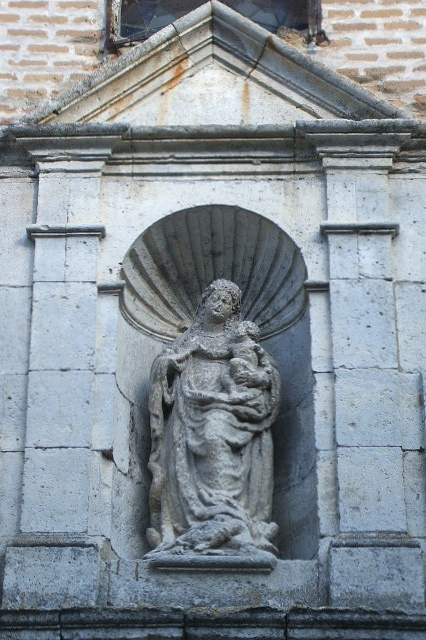
Detalle de la portada
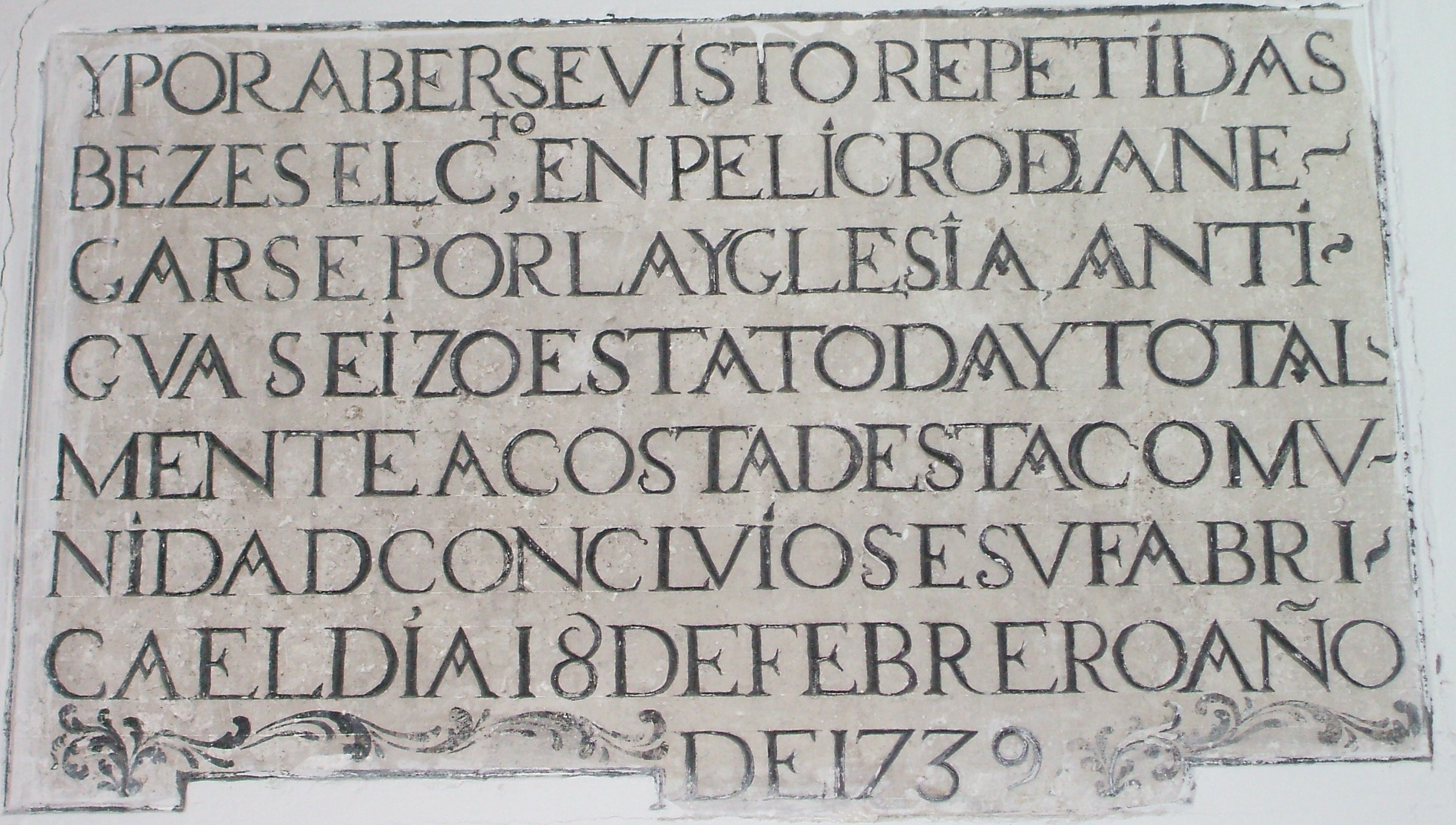
Piedra fundacional de la actual iglesia

### Retablos
En el interior de la iglesia se localizan cinco retablos. Dentro de las dependencias conventuales también hay varios, así como diversidad de obras de arte.
- Retablo del altar Mayor.

El retablo del altar mayor procede del Santuario de Nuestra Señora del Henar. Es de estilo barroco, de los llamados hexástilos, y está compuesto por tres lienzos:
1. En la parte superior, representa la transverberación de Santa Teresa.
2. A la izquierda del crucero, otro representando a San Pedro.
3. Opuesto al anterior, una representación de San Pablo.

En la hornacina central se sitúa la talla de la Inmaculada Concepción, procedente del antiguo retablo mayor. Completan el conjunto dos imágenes de obra moderna.
- Retablo de la Inmaculada Concepción.

De estilo renacentista romanista, se sitúa frente a la puerta principal de la iglesia. Se trata del retablo mayor que estaba ubicado en la primitiva iglesia. Al realizar las obras de mayor envergadura, tuvieron que colocarlo en otro lugar. Está dedicado al nacimiento e infancia del Señor y vida de la Virgen.
Antes de que hubiesen finalizado las obras de la iglesia, el matrimonio fundador concertó un contrato con el escultor Pedro de Bolduque para que construyese el altar mayor de la misma, con advocación de la Inmaculada Concepción. El contrato se firmó el 28 de mayo de 1586. En él se describe con todo lujo de detalle las dimensiones del retablo, figuras, materiales que debían emplearse, precio y forma de pago, de la siguiente manera:

El banco primero que asienta sobre el altar donde asientan las colunas ha de tener cuatro cartelas y entremedias de cartela y cartela en el medio ha de estar la custodia conforme como esta en el debujo, en los dos tableros de los lados de la calle ha de llevar, en el uno de la mano derecha San Juan Bautista, de media talla y en el de mano izquierda San Francisco de media talla. Las colunas que van encima del banco han de ser de orden curintio con sus bases dórico y estiradas de alto abajo. Luego en el medio de coluna y coluna encima de la custodia, ha de estar nuestra señora de la Concepción de bulto. E luego en las dos cajas de los lados, en la caja de la mano derecha ha de estar la adoración de los Reyes de media talla y en la caja de la mano izquierda ha de estar cuando halló nuestra señora a su hijo en el templo entre los dotores. Luego encima de las cuatro colunas estará puesto su cornisamento de alquitrave y fuso y cornisa. Luego la segunda orden que está encima de la orden curintia, en la caja de en medio ha de estar nuestra Señora de la Asunción de media talla con sus angelitos que la suben en el aire e sus nubes revueltas. La caja de la mano derecha ha de decir la Anunciación de media talla. En la caja de la mano izquierda ha de decir la Natividad de nuestro Señor. Encima irá su cornisamento donde caen encima Cristo y nuestra Señora y San Juan, de bulto; encima del cornisamento han de estar dos escudos tallados. Ha de tener todo este retablo de alto desde encima la mesa del altar hasta los caracoles que hace el frontispicio, veinte pies de alto ha de tener desde allí arriba, hasta el título siete pies de alto la cruz; ha de tener también de ancho todo el retablo con sus vuelos de las molduras catorce pies de vara.
Velasco Bayón, 1981, p. 263

El escultor cumplió todo lo establecido en el contrato, incluso el tiempo de construcción, tres años.
La imagen de la Inmaculada Concepción se localiza actualmente en la hornacina central del altar mayor, mientras que el Calvario que coronaba el conjunto se contempla actualmente ubicado en un retablo menor, de estilo neoclásico, situado frente al que nos ocupa, debido a las variadas dimensiones de la iglesia nueva.
En el lugar que ocupaba la Inmaculada, hoy se contempla una talla de bulto de San Francisco del siglo XVII, atribuida a la Escuela de Gregorio Fernández. Es una figura de pequeño tamaño con las manos superpuestas y descubiertas. La cabeza es muy similar, en expresión, modelado y técnica del cabello, al San Francisco Javier de San Miguel de Valladolid, obra de Gregorio Fernández.
Como se mantiene en el contrato, se sitúan a ambos lados del retablo los escudos de los fundadores: a nuestra izquierda un escudo que porta en campo de oro cinco estrellas de azur, puestas en sotuer, que corresponden a los Rojas; y a la derecha por Becerra un pino y al pie una becerra, todo en natural.
El encargado de pintar tanto el retablo como las imágenes fue Gabriel de Cárdenas Maldonado, un pintor local de escuela vallisoletana, del que se localiza un tríptico en el Museo del Prado de Madrid. Realizó los trabajos en 1589 y también se conserva el contrato previo.
La imagen de la Inmaculada Concepción y el Calvario fueron posteriormente repintados, con escasa fortuna.
- Retablo de San Pedro.

Ubicado en el lado izquierdo del crucero, este retablo renacentista procede de la antigua iglesia de San Pedro de Cuéllar, era su altar mayor y fue trasladado a este convento a finales del siglo XIX, cuando se suprimió la iglesia. Se trata de un retablo de tabla dedicado a la vida del Señor, la Virgen y San Pedro. En la parte inferior porta un Sagrario con un bajorrelieve de Cristo, y a ambos lados, dos apóstoles en talla. Atraviesa el conjunto una inscripción que dice:

ESTE RETABLO MANDARON HACER GÓMEZ DE ROJAS Y Dª ANGELINA VELÁZQUEZ DE HERRERA, SU MUJER, A GLORIA DE DIOS NUESTRO SEÑOR Y DE LA GLORIOSA VIRGEN SANTA MARIA, SU MADRE NUESTRA SOBERANA SEÑORA, Y DEL BIENAVENTURADO APÓSTOL SAN PEDRO. ACABOSE AÑO DEL SEÑOR DE MIL Y QUINIENTOS Y SETENTA Y CINCO.

- Retablo de Santa Ana.

A la derecha del crucero se sitúa este retablo, de características similares al de San Pedro, y que quizá proceda del convento de Santa Ana. Está fechado en 1566 y representa la historia de Santa Ana. Como el retablo de San Pedro, se adscribe al estilo renacentista manierista clasicista de mediados del siglo XVI.
- Retablo del Calvario.

De estilo neoclásico, fue construido para albergar el Calvario que coronaba el antiguo retablo mayor, obra de Bolduque. Destaca el borde sobredorado con un fondo estrellado.
- Retablos desaparecidos.

Junto al primitivo retablo mayor, los fundadores concertaron con el escultor del mismo, dos retablos colaterales, que no han llegado a nuestros días. Se sabe que el decorador de los retablos fue el mismo que pintó y doró el retablo mayor, el pintor local Gabriel de Cárdenas Maldonado. Así se describen los retablos en el contrato:

Otrosi tengo yo el dicho Pedro de Bolduque tengo que hacer más dos retablos colaterales que han de tener de ancho cada uno seis pies, poco más o menos, los cuales han de ser hechos conforme al debujo... ansímismo han de ir rubricados con sus colunas y cornisamento y banco conforme que está demostrado en el debujo salvo que en bajo de las colunas sean hechas sus cartelas conforme al retablo mayor y a estos retablos se dará el altar conforme a proporción del ancho del dicho retablo.
Velasco Bayón, 1981, p. 264

Uno de ellos estaba coronado por una pintura de Santa Catalina y el otro por una de Santa Lucía. En los vaciados del banco estaban escritas las palabras sacramentales, y también contemplaban los escudos de los fundadores, uno a cada lado, presumiblemente al lado de la Epístola el de Rojas y en el Evangelio el de Becerra.
En el interior del convento se conservan algunos trozos de columnas que, según la tradición que obra entre las madres concepcionistas que lo habitan, pertenecían a dichos retablos, y es probable que fuera así, ya que son del mismo estilo que las del principal. Acompañaban el conjunto dos tablas más: la Historia de San Joaquín y Santa Ana, situada en el lateral derecho, y La Última Cena, en el izquierdo.

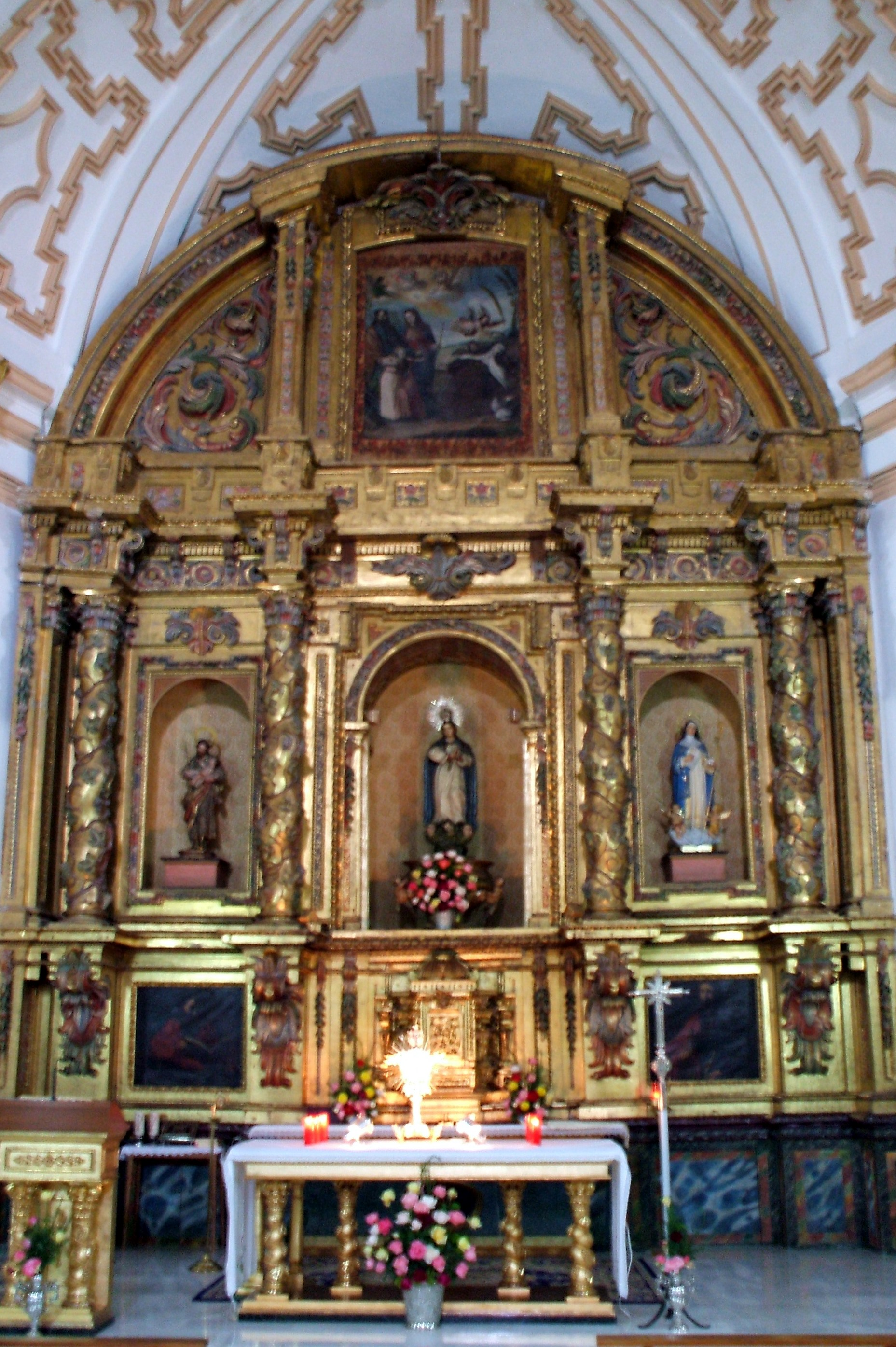
Altar Mayor de la iglesia (siglo XVII)
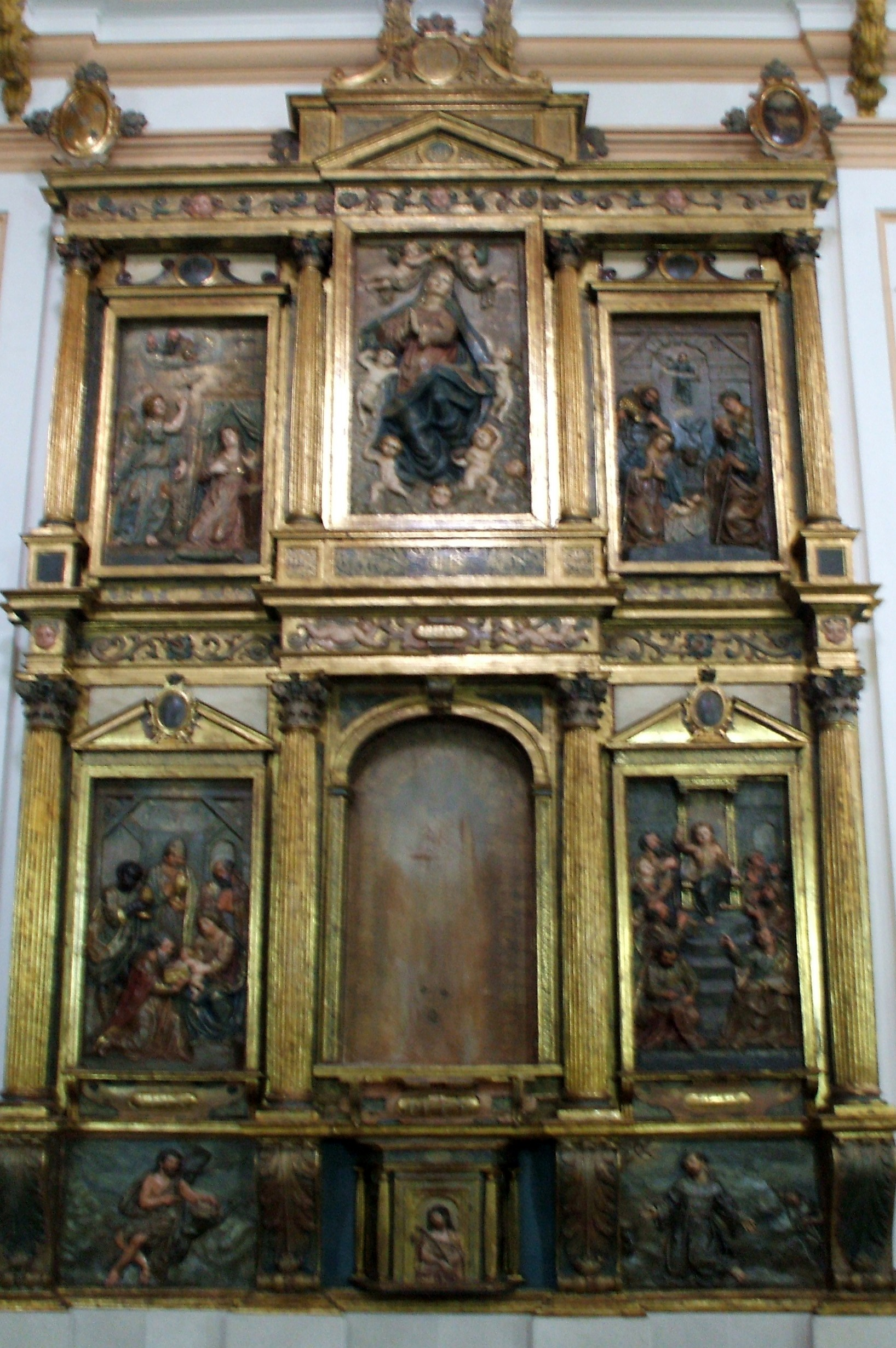
Retablo de la Inmaculada (siglo XVI)
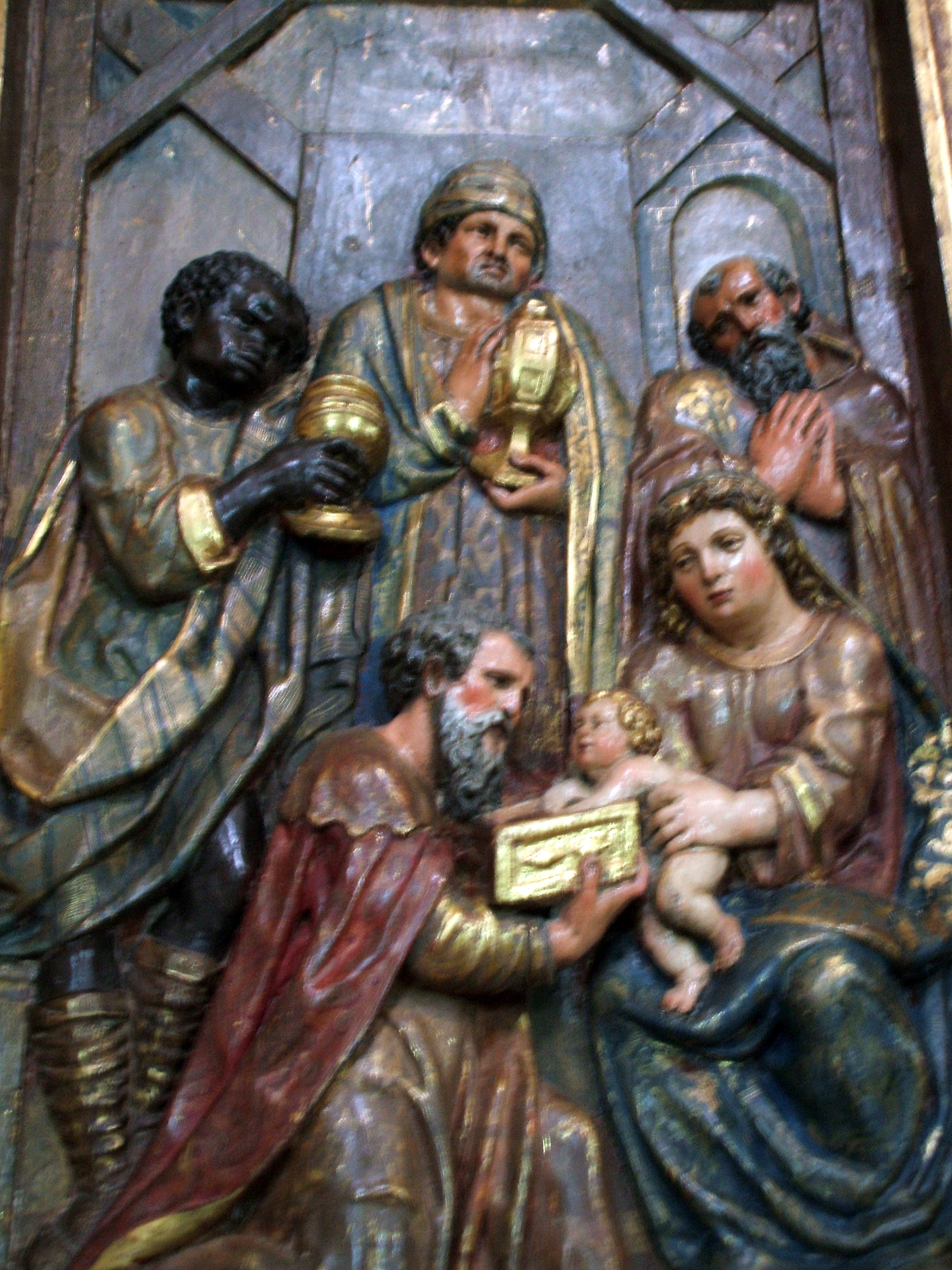
Detalle de la Adoración de los Reyes en el Retablo de la Inmaculada
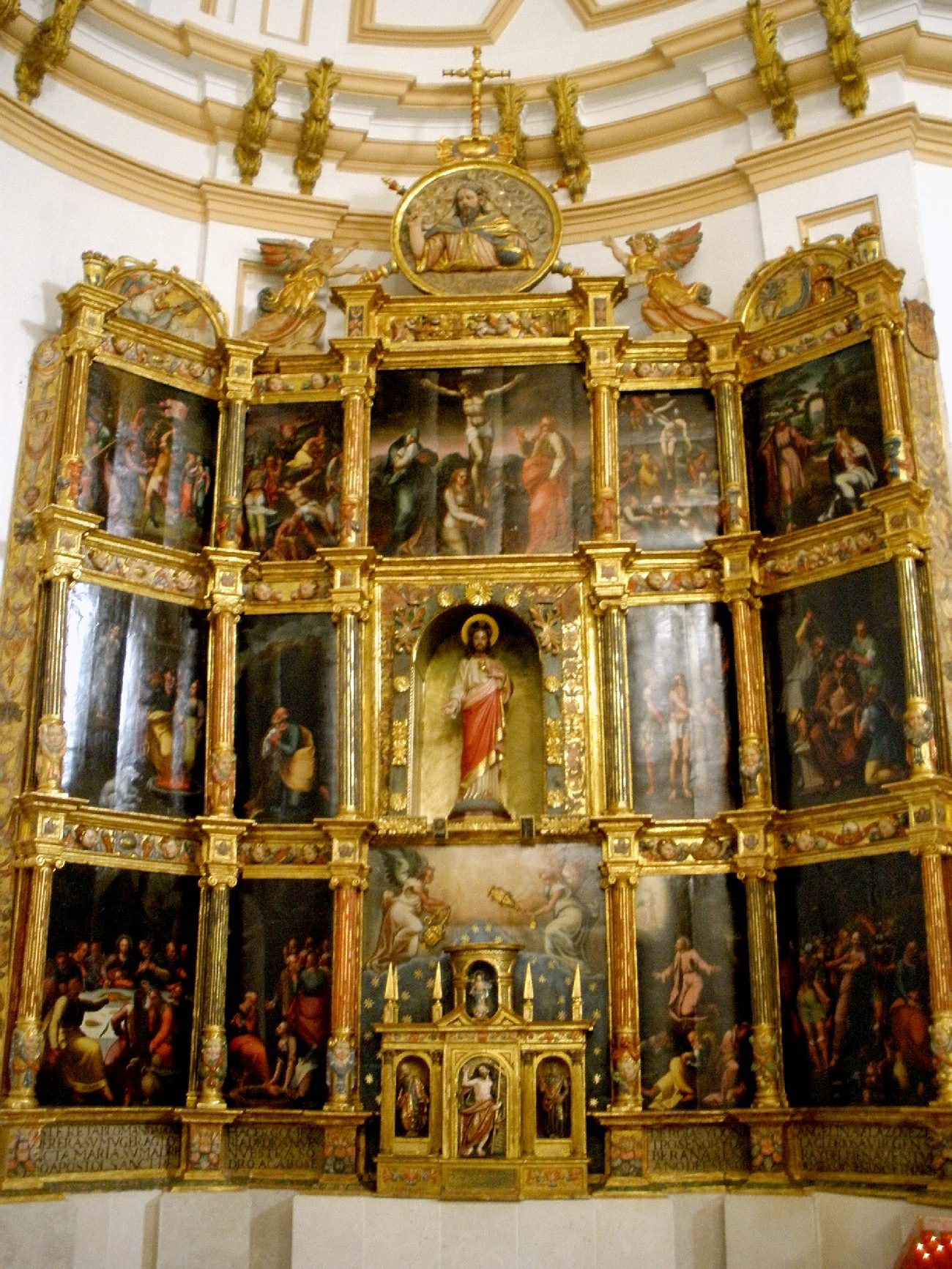
Retablo de San Pedro (siglo XVI)
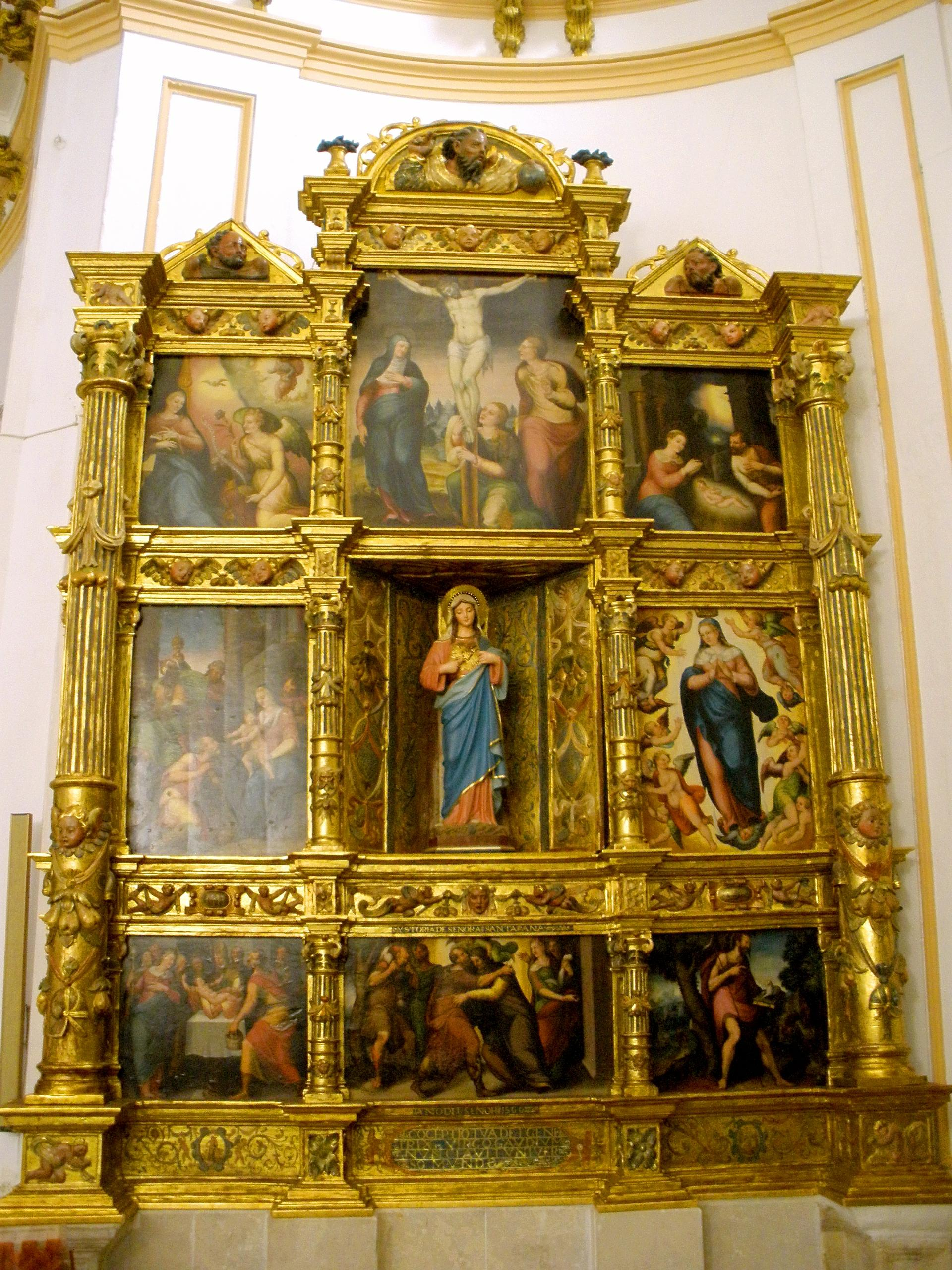
Retablo de Santa Ana (siglo XVI)

## Convento
Tal y como proponen los fundadores al Provincial de la Orden, el convento fue fundado en la casa familiar, casa solar del linaje Rojas en Cuéllar. Se trata de una edificación del siglo XV con añadidos posteriores. Consta de dos plantas y una amplia dimensión. La segunda planta posee paños de ladrillo, queriendo imitar el mudéjar cuellarano.
En la parte trasera dispone de un amplio huerto, que permanece en uso en la actualidad. Se conservan la mayor parte de rejas de la segunda planta, todas ellas de taller castellano, coronadas con un pequeño escudo de armas de la familia Rojas.

### Obras de arte
En el interior del convento, las Madres Concepcionistas guardan diversas obras de arte, unas pertenecientes al convento y otras procedentes de la cercana y desaparecida iglesia de Santo Tomé, como lo son una talla del apóstol Tomás, una Virgen con el Niño (atribuida a Pedro de Bolduque), Santa Águeda y San Crispín.